# يسرا محنوش
 يسرا محنوش  ولدت في 26 أغسطس 1987، هي مغنية تونسية شاركت في عام 2007 في برنامج سوبر ستار في الموسم الرابع وحلت في المركز الثالث ورغم عدم تحقيقها المركز الأول الا انها حصدت اعجاب شديد من لجنة التحكيم. شاركت أيضا سنة 2012 في الموسم الأول من برنامج ذا فويس: أحلى صوت على قناة إم بي سي 1 اختارت يسرا فريق كاظم الساهر وحصلت على المركز الثاني.
اطلقت يسرا محنوش عام 2013 الأغنية العراقية الشهيرة «ميحانة» بتوزيع جديد ولاقت استحسانا كبيرا في الوطن العربي وفي العراق و‌تونس خاصة اطلقت يسرا اولى اغنياتها الخاصة باللهجة المصرية «بفكر فيك» في حزيران عام 2013 ولاقت نجاحا ملحوظا. اطلقت يسرا في كانون الأول عام 2014 الكليب الخاص بأغنية «بنهار» وبعد أن لاقت الأغنية نجاحاً في برامج سباق الأغاني عبر كافة الإذاعات العربية وصورت هذا الكليب برعاية مجوهرات روسسونيرو، وتحت إدارة المخرج اللبناني فادي حداد.

## أعمالها الفنية

### أغاني منفردة
- 2018 : «أحيت أحيت»
- 2016 :«خديجة»
- 2016:«ايوه فاكراك»
- 2015 :«و اسكت بس»
- 2015 :«انا بشكركم»
- 2014 : «وطني»
- 2014 : «بنهار»
- 2014 : «شمامي»
- 2014 : «أنا لو مشيت»
- 2013 : «شفت نفسك» مع مأمون النطاح
- 2013 : «بفكر فيك»
- 2013 : «ميحانة»
- 2009 : «ألفين صلاة على النبي»
- 2009 : «ما يهمش»
- 2008 : «أنا طال صبري»
- 2008 : «صب الرشراش»

### الأغاني المشتركة (الدويتو)
- 2013 : «ساعة» مع كاظم الساهر
- 2009 : «كل ما غبت نهار» مع فادي عبد الخالق

### أعمال جماعية
- 2012 : فيديو كليب أغنية «تألقي» كلمات الشاعر نزار فرنسيس وألحان جان ماري رياشي يشترك في تأديتها المشتركين الثمانية اللذين وصلوا للمرحلة النصف نهائية من من برنامج ذا فويس وهم: يسرا محنوش، نور عرقسوسي، لمياء الزايدي، موري حاتم، محمد عدلي، قصي حاتم، فريد غنام وبوريقي.

### فيديو كليبات
| - 2016 «ايوه فاكراك» - إخراج رندلى قديح - 2015 «واسكت بس» - إخراج رندلى قديح - 2015 «بفكر فيك» - إخراج فادي حداد - 2014 «بنهار» - إخراج فادي حداد - 2016 :«حفل عيد الحب في اربيل» - 2016 :«حفل عيد الحب في السليمانية» - 2015 :«حفل بقصر القبة بالمنزه تونس» - 2015 :«حفل افتتاح المهرجان العربي للإذاعة والتلفزيون» - 2015 :«حفل عيد الحب في اربيل» - 2015 : «حفل تكريم ذكرى مرور الاربعين عام على غياب كوكب الشرق ام كلثوم في قصر اليونسكو ببيروت» - 2014 : «جولة كندا (تورنتو ومونتريال وأوتاوا)» - 2013 : «مهرجان الواحات بتوزر» - 2013 :مهرجان قرطاج الدولي - 2013 :«حفل المسرح البلدي بتونس» - 2013 :«مهرجان المدينة» - 2013 :"مهرجان سيليوم الدولي بالقصرين " - 2013 : «مهرجان بيت الدين» - 2013 : «حفل سوسة» - 2013 : «حفل قمرت» - 2009 :"أيام قرطاج الموسيقية" - 2008 :«مهرجان الخمسة الذهبية» - 2008 :مهرجان قرطاج الدولي - 2015 : يسرا محنوش الوجه الإعلاني الجديد لمجوهرات روسونيرو العالمية - 2015 : واسكت بس أفضل أغنية عربية على راديو جوهرة اف ام - 2015 : أفضل فنانة عربية في إذاعة موزايييك اف ام - 2015 : واسكت بس أفضل أغنية عراقية في مجلة رقية العراقية - 2015 : جائزة الميما أوورد 1. - الموقع الرسمي |